# Dejdamia z Epiru
Dejdamia lub Dejdameja (gr: Δηϊδάμεια, Dēϊdámeia) (zm. ok. 232 p.n.e. w Ambrakii) – królowa Epiru od ok. 234 p.n.e. do swej śmierci. Córka Pyrrusa II, króla Epiru.

## Biografia
Ok. r 234 p.n.e., po śmierci stryja króla Epiru Ptolemeusza, Dejdamia objęła po nim tron. Poliajnos (II w.), pisarz rzymski, poinformował nas, że zdobyła Ambrakię z zamiarem zemsty za zabójstwo stryja. Gdy Epiroci przysłali posłów, celem zakończenia wojny, ona zażądała udziału i zaszczytów, jakie mieli jej przodkowie. Została przez nich oszukana, mimo otrzymania od nich rękojmi, bowiem część Epirotów zmówiła się z żołnierzem Nestorem, żeby zabił swą panią. Ten jednak nie był zdolny tego dokonać i wycofał się z zadania. Dejdamia obawiając się o swoje życie, schroniła się w świątyni Artemidy Hegemone. Milon wpadł do świętego okręgu bogini, by dokonać morderstwa na niej. Ona zaś wykrzyknęła: Ten matkobójca mord mordem dopełnia! Pauzaniasz zw. Periegeta (ok. 115 – ok. 180), pisarz i geograf grecki, podał, że Dejdamia nie miała dzieci oraz umierając powierzyła ludowi władzę.
Na jej śmierci kończy się długa lista królów Epiru. Jedynymi potomkami dynastii Ajakidów pozostały ciotka Ftia, żona Demetriusza II, króla Macedonii, oraz Nereida, żona Gelona II, koregenta Syrakuz. W tej sytuacji Epiroci postanowili ogłosić demokrację, po czym utworzyli ściślejszy organizm, czyli federację, pod zwierzchnictwem Macedonii, występującą oficjalnie pod nazwą Apeirotai („Epiroci”), którą nazywamy Związkiem Epirockim.